# الأحد الدامي (1887)

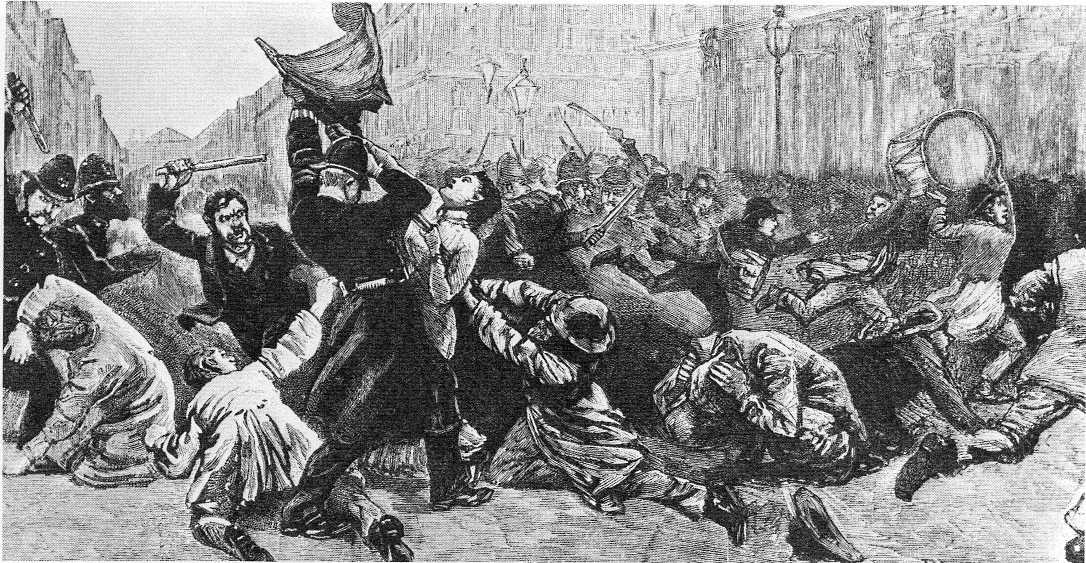
الأحد الدامي 1887. يصور هذا الرسم من أخبار لندن المصورة شرطيّاً يضربه أحد المتظاهرين وهو يرفع لافتة من إحدى المتظاهرات

وقع يوم الأحد الدامي في لندن في 13 نوفمبر 1887، عندما اشتبك المتظاهرون الذين احتجوا على البطالة والإكراه في أيرلندا، بالإضافة إلى المطالبة بالإفراج عن النائب ويليام أوبراين، مع شرطة العاصمة والجيش البريطاني. نظم المظاهرة كل من الاتحاد الاجتماعي الديمقراطي والرابطة الوطنية الايرلندية. ووقعت اشتباكات عنيفة بين الشرطة والمتظاهرين «مسلحون بقضبان حديدية وسكاكين وبكرات وأنابيب غاز». وأشار تقرير معاصر إلى أنه تم إلقاء القبض على 400 شخص وإصابة 75 شخصًا بجروح خطيرة، بما في ذلك العديد من رجال الشرطة وطعن اثنين من رجال الشرطة وطعن أحد المتظاهرين بالحرية.

## الخلفية
أدى تبني وليم غلادستون لقضية الحكم الداخلي الأيرلندي إلى انقسام الحزب الليبرالي وجعل من السهل على المحافظين الحصول على الأغلبية في مجلس العموم. كانت الفترة من 1885 إلى 1906 فترة هيمنة لحزب المحافظين، مع فترات استراحة قصيرة. كانت قوانين الإكراه هي رد الحكومات البريطانية المضطربة بسبب الاضطرابات الريفية في أيرلندا، وشملت درجات مختلفة من تعليق الحقوق المدنية. على الرغم من أن أحد أغراض مظاهرة 13 نوفمبر كان الاحتجاج على تعامل حكومة المحافظين برئاسة روبرت سيسل مع الموقف الأيرلندي، إلا أن سياقها كان أوسع بكثير.
أدى الكساد الطويل، الذي بدأ في عام 1873 واستمر حتى نهاية القرن تقريبًا، إلى خلق ظروف اجتماعية صعبة في بريطانيا على غرار المشكلات الاقتصادية التي أدت إلى التحريض الريفي في أيرلندا. أدى انخفاض أسعار الغذاء إلى البطالة في المناطق الريفية، مما أدى إلى الهجرة الداخلية. انتقل العمال إلى البلدات والمدن بالآلاف، مما أدى إلى تآكل العمالة والأجور وظروف العمل. بحلول تشرين الثاني (نوفمبر) 1887، كانت مظاهرات العمال العاطلين عن العمل من الطرف الشرقي من لندن تتراكم لأكثر من عامين. كانت هناك بالفعل اشتباكات مع الشرطة وأعضاء أندية الطبقة العليا. كان يُنظر إلى ميدان ترافالغار بشكل رمزي على أنه النقطة التي يلتقي فيها الطرف الشرقي من الطبقة العاملة بالطبقة العليا ويست إند في لندن، وهو محور الصراع الطبقي ونقطة اشتعال واضحة.
جذب هذا انتباه الحركة الاشتراكية الصغيرة والمتنامية (الماركسيين) من كل من الاتحاد الديمقراطي الاجتماعي (SDF) والرابطة الاشتراكية، والاشتراكيين الإصلاحيين في جمعية فابيان. كما أدت محاولات الشرطة والحكومة لقمع المظاهرات أو تحويل مسارها إلى جلب الجناح الراديكالي للحزب الليبرالي ونشطاء حرية التعبير من الجمعية الوطنية العلمانية.
احتوت الطبقة العاملة في المدن البريطانية على العديد من الأشخاص من أصل أيرلندي. لندن، مثل المناطق الصناعية في شمال إنجلترا وغرب اسكتلندا، كان لديها طبقة عاملة إيرلندية كبيرة، تتركز في الطرف الشرقي، حيث احتلت أكتافًا مع مجموعة متنوعة من السكان، بما في ذلك أعداد متزايدة من اليهود من أوروبا الشرقية.

## مظاهرة يوم 13 نوفمبر

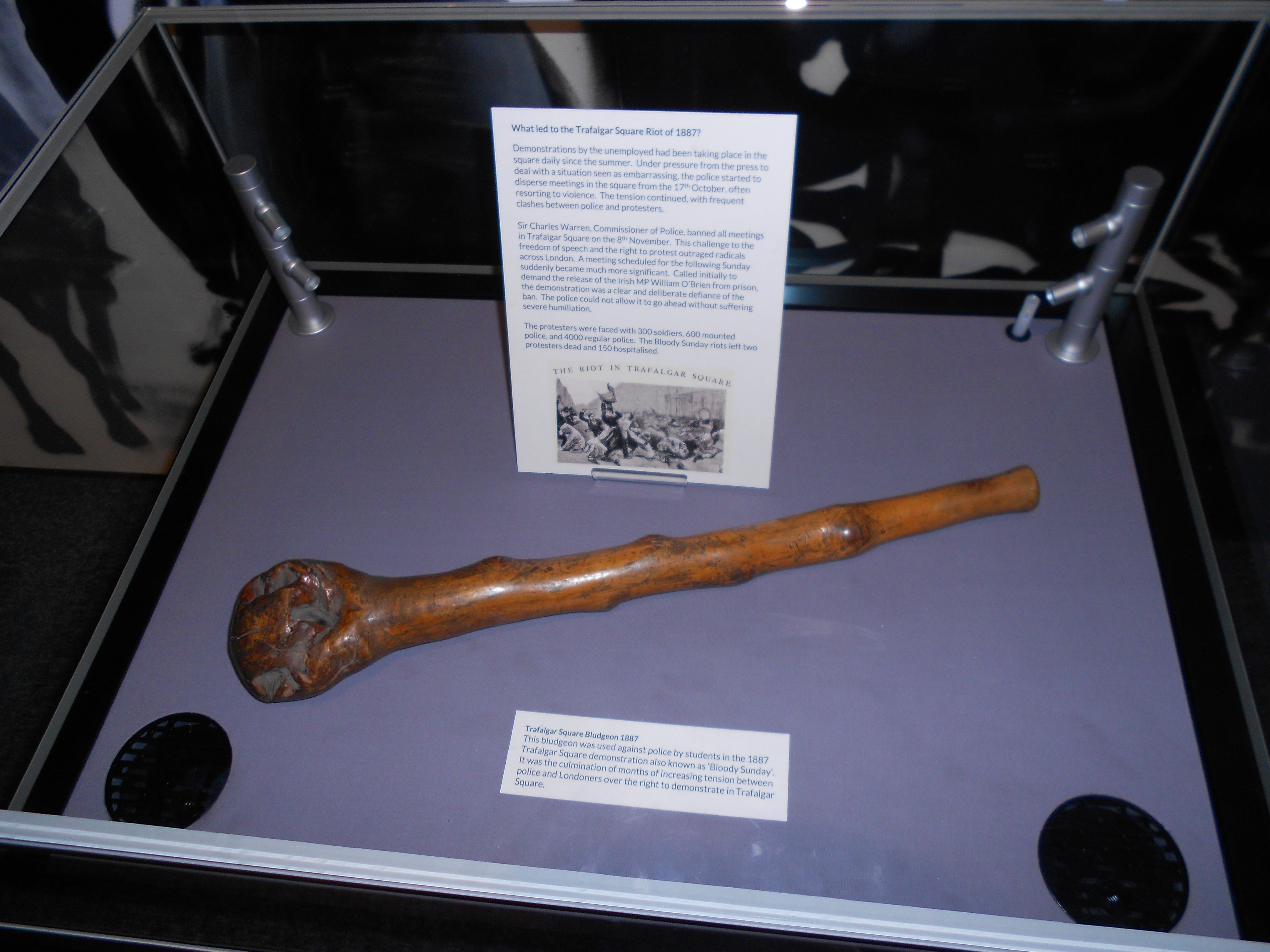
أحد الهراوات التي استخدمها مثيري الشغب

حاصر حوالي 30.000 شخص، «معظمهم من المتفرجين المحترمين»، ميدان ترافالغار حيث سار ما لا يقل عن 10000 متظاهر من عدة اتجاهات مختلفة، بقيادة (من بين آخرين) إليزابيث رينولدز وجون بيرنز وويليام موريس وآني بيزنت وروبرت كننغهام-جراهام، الذين كانوا في الأساس قادة الاتحاد الاشتراكي الديمقراطي. كما شارك في المسيرة الكاتب المسرحي فابيان جورج برنارد شو وإلينور ماركس وشارلوت ويلسون.
كان هناك ما يقرب من 14000 ضابط شرطة مقابل 5.5 مليون من سكان لندن. وانتشر ألفي شرطي و400 جندي لوقف المظاهرة. تم القبض على بيرنز وكانينغهام - جراهام وسجنهما لمدة ستة أسابيع. تحدثت آني بيزنت، وهي ماركسية وفابيان وعلمانية، في المسيرة وعرضت نفسها على الاعتقال، لكن الشرطة رفضت القيام بذلك. من بين الـ400 الذين تم اعتقالهم، كان 50 محتجزًا في الحجز.
في مرحلة ما، عرض جيمس كومبتون ميريويذر، رئيس شركة، وأحد مؤيدي المحافظين، استخدام محرك إطفاء بخاري سعة 400 جالون في الدقيقة كمدفع مياه اليوم لإخلاء مثيري الشغب من ميدان ترافالغار. لكن مفوض شرطة العاصمة، السير تشارلز وارين، رفض.
وأصيب العديد من مثيري الشغب في القتال بهراوات الشرطة وتحت حوافر خيول الشرطة. كان هناك كلا من المشاة وسلاح الفرسان. على الرغم من أن المشاة تم نقلهم إلى مواقعهم مع تثبيت الحراب، إلا أنهم لم يأمروا بفتح النار ولم يُطلب من سلاح الفرسان سحب سيوفهم. وذكرت صحيفة أسترالية ذات توجه سياسي محافظ، أن الجروح التي أصيب بها الحشد كانت أقل خطورة من جروح الشرطيين. وتقول التقارير الواردة من الحاضرين خلاف ذلك. 

## ما بعد الكارثة
شهد يوم الأحد التالي، 20 نوفمبر / تشرين الثاني، مظاهرة أخرى والمزيد من الضحايا. وفقًا لتقرير نُشر في مجلة Socialist Review الحزبية، كان من بينهم كاتب شاب يُدعى ألفريد لينيل، دهسه حصان شرطة، ومات في المستشفى بعد أسبوعين من مضاعفات تحطم في الفخذ.
قدمت جنازة لينيل في 18 ديسمبر نقطة تركيز أخرى للعاطلين عن العمل والحركات الأيرلندية. ألقى وليام موريس، زعيم الرابطة الاشتراكية، الخطاب الرئيسي و«دعا إلى الجهاد لمنع تحول لندن إلى سجن ضخم». شهد حدث أصغر ولكنه مشابه دفن آخر من القتلى، دبليو بي كورنر، والذي وقع في يناير. تم الاحتفال بالإفراج عن المسجونين في 20 فبراير 1888، في اجتماع عام كبير. هنري هيندمان، زعيم الحزب الاشتراكي الديمقراطي، أدان بعنف الحزب الليبرالي والنواب الراديكاليين الذين كانوا حاضرين.